# Cyclichthys hardenbergi
Cyclichthys hardenbergi is een straalvinnige vissensoort uit de familie van egelvissen (Diodontidae). De wetenschappelijke naam van de soort is voor het eerst geldig gepubliceerd in 1939 door de Beaufort.